# Diecezja Marsabit
Diecezja Marsabit – diecezja rzymskokatolicka  w Kenii. Powstała w 1964.

## Biskupi diecezjalni
- Bp Peter Kihara Kariuki, I.M.C. (od 2006)
- Bp Ambrogio Ravasi, I.M.C. (1981 – 2006)
- Bp Carlo Maria Cavallera, I.M.C. (1964 – 1981)